# شعبان الداخل (بني مطر)
شعبان الداخل هي إحدى قرى عزلة الحدب بمديرية بني مطر التابعة لمحافظة صنعاء، بلغ تعداد سكانها 280 نسمة حسب تعداد اليمن لعام 2004.